# Česká mariánská muzika
Česká mariánská muzika je zpěvník (kancionál) obsahující písně, jež vytvořil, popřípadě sesbíral český raně barokní skladatel Adam Václav Michna z Otradovic (snad kolem 1600 – 1676). Obsahuje 66 jednoduchých strofických písní především s mariánskou tematikou, uspořádaných podle pořadí mariánských svátků v rámci liturgického roku, a písně za zemřelé. Vytištěn byl v pražské jezuitské tiskárně v Klementinu v roce 1647. Věnován byl pražskému arcibiskupovi Arnoštu z Harrachu.
Titulní list využívá upravený dřevořez z českobratrského kancionálu Jana Roha Piesně chval Božských z roku 1541.
Písně jsou ve zpěvníku rozčleněny do tří dílů a mnoha podskupin:
1. První díl – O Narození Pána Krista, O Kristu Pánu a jeho svatém jménu, Postní aneb o umučení Páně, Velikonoční, O Vstoupení Páně, Svatodušní, O Svaté Trojici, O Božím Těle
2. Druhý díl písní o slavnostech Rodičky Boží – O Očišťování Panny Marie, O Zvěstování, O bolestné Panně Mariji, O Navštívení Panny Marie, O Nanebevzetí Panny Marie, O Narození Panny Marie, O Obětování Panny Marie, O Zasnoubení Rodičky Boží, Obecné o Matce Boží a k Matce Boží
3. Třetí díl písní o umírajících a zemřelých pobožných křesťanův

V rámci prvního dílu jsou řazeny písně o Ježíši Kristu, dodržena je chronologie svátků během liturgického roku. Významné jsou především písně Vánoční rosička zpracovávající adventní rorátní introitus Rorate coeli desuper, Vánoční noc, známá spíše jako Chtíc, aby spal.